# Христианство в Австралии
Христианство в Австралии — крупнейшая религия в стране.
По данным исследовательского центра Pew Research Center в 2021 году в Австралии проживало более 13 млн христиан, которые составляли 67 % населения этой страны. Энциклопедия «Религии мира» Дж. Г. Мелтона оценивает долю христиан в 2010 году в 67,1 % (13,81 млн верующих).
Крупнейшими направлениями христианства в стране являются протестантизм и католицизм. В 2000 году в Австралии действовало 16,8 тыс. христианских церквей и мест богослужения, принадлежащих 279 различным христианским деноминациям.
С 1994 года в Австралии действует межрелигиозная организация Национальный совет церквей Австралии, состоящая во Всемирном совете церквей.